# Zoria (rejon nowogrodzki)
Zoria – dawna wieś na Ukrainie, w obwodzie czernihowskim, w rejonie nowogrodzkim.